# 阿拝郡
- 令制国一覧 > 東海道 > 伊賀国 > 阿拝郡
- 日本 > 近畿地方 > 三重県 > 阿拝郡

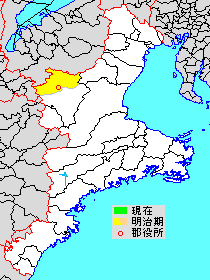
三重県阿拝郡の範囲

阿拝郡（あはいぐん・あえぐん）は、三重県（伊賀国）にあった郡。

## 郡域
1878年（明治11年）に行政区画として発足した当時の郡域は、伊賀市の一部（概ね島ヶ原、法花、七本木、大内、守田町、四十九町、久米町、西明寺、緑ヶ丘南町、生琉里、荒木、寺田、千歳、西之澤、川東、山畑、希望ヶ丘西、希望ヶ丘東、愛田、下柘植以北）にあたる。

## 歴史

### 古代
- 壬申の乱の際は大海人皇子（後の天武天皇）は阿拝で数百人の兵を得て、主力部隊となった。また、現在の柘植で高市皇子と合流した。

### 近世以降の沿革
- 明治初年時点で、全域が津藩領であった。「旧高旧領取調帳」の記載によると、上野町ほか1町69村が存在。
- 明治4年
  - 7月14日（1871年8月29日） - 廃藩置県により津県の管轄となる。
  - 11月22日（1872年1月2日） - 第1次府県統合により安濃津県の管轄となる。
- 明治5年3月17日（1872年4月24日） - 安濃津県が改称して三重県となる。
- 明治8年（1875年） - 上野村の一部（農人町）が上野町に編入。上野町が野畠[1]を編入。
- 明治12年（1879年）2月5日 - 郡区町村編制法の三重県での施行により、行政区画としての阿拝郡が発足。「阿拝山田郡役所」が上野町に設置され、山田郡とともに管轄。

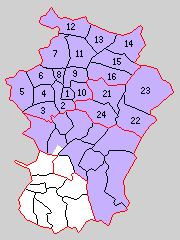
1.上野町 2.小田村 3.花之木村 4.長田村 5.島ヶ原村 6.新居村 7.丸柱村 8.三田村 9.府中村 10.中瀬村 11.河合村 12.玉滝村 13.鞆田村 14.東柘植村 15.西柘植村 16.壬生野村（紫：伊賀市 21 - 24は山田郡）

- 明治22年（1889年）4月1日 - 町村制の施行により、以下の町村が発足。全域が現・伊賀市。（1町15村）
  - 上野町 ← 上野町[2]、上野村［大部分］、木興村［字清水町］、小田村［字新町裏］
  - 小田村 ← 木興村［字清水町を除く］、久米村、浅宇田村、四十九村、小田村［字新町裏を除く］、上野町［上野万町の一部］、上野村［一部］
  - 花之木村 ← 下之庄村、法花村、大野木村
  - 長田村 ← 長田村、朝屋村
  - 島ヶ原村（単独村制）
  - 新居村 ← 西村、西山村、波野田村、東村
  - 丸柱村 ← 丸柱村、比曽河内村、音羽村
  - 三田村 ← 三田村、大谷村、野間村
  - 府中村 ← 外山村、佐那具村、千歳村、一ノ宮村、印代村、服部村、山神村、土橋村、西条村、東条村、坂之下村
  - 中瀬村 ← 西明寺村、荒木村、寺田村、高畑村、羽根村
  - 河合村 ← 馬田村、田中村、馬場村、川合村、石川村、波敷野村、千貝村、円徳院村
  - 玉滝村 ← 玉滝村、内保村、槇山村
  - 鞆田村 ← 上友田村、小杉村、東湯舟村、西湯舟村、中友田村、下友田村
  - 東柘植村 ← 上柘植村、野村、中柘植村、上村
  - 西柘植村 ← 下柘植村、愛田村、新堂村、楯岡村、御代村、柏野村
  - 壬生野村 ← 川東村、山畑村、川西村、西之沢村
- 明治27年（1894年）2月13日 - 小田村の一部（木興・久米・浅宇田・四十九）が分立して城南村が発足。
- 明治29年（1896年）4月1日 - 郡制の施行のため、阿拝郡・山田郡の区域をもって阿山郡が発足。同日阿拝郡廃止。

## 行政
阿拝・山田郡長
| 代 | 氏名       | 就任年月日            | 退任年月日                | 備考                           |
| -- | ---------- | --------------------- | ------------------------- | ------------------------------ |
| 1  | 三田村上介 | 明治12年（1879年）5月 |                           |                                |
| 2  | 山県昌雄   | 明治19年（1886年）    |                           |                                |
| 3  | 八尾信夫   | 明治22年（1889年）    | 明治29年（1896年）3月31日 | 山田郡との合併により阿拝郡廃止 |